# Llangollen Branch
Llangollen Branch är en kanal i Storbritannien.   Den ligger i riksdelen Wales, i den södra delen av landet, 260 km nordväst om huvudstaden London.